# Ge-Denk-Zellen Altes Rathaus

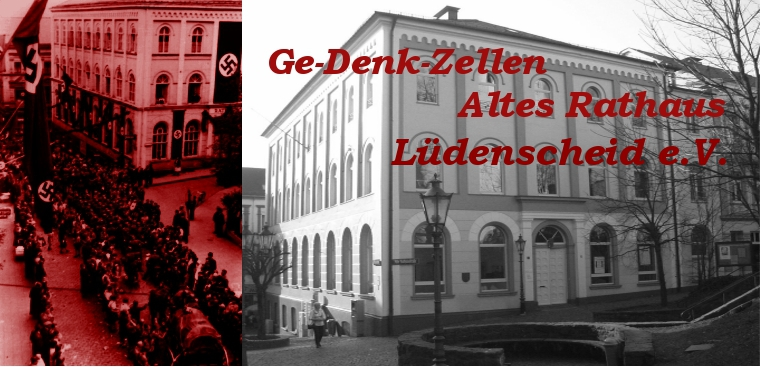
Das Alte Rathaus Lüdenscheid zur Zeit des Nationalsozialismus und in der Gegenwart. Im Keller befinden sich als Mahn- und Gedenkstätte die Ge-Denk-Zellen Altes Rathaus.

Die Ge-Denk-Zellen Altes Rathaus sind eine Mahn-, Gedenk- und Dokumentationsstätte zur örtlichen Geschichte des Nationalsozialismus in Lüdenscheid. Sie befinden sich im Keller des Alten Rathauses Lüdenscheid. Ein wichtiger Aspekt war und ist hierbei den Initiatoren die Dokumentation am authentischen Ort.

## Geschichte der Haftzellen
Im Jahr 1907 wurde Lüdenscheid kreisfreie Stadt, seitdem unterstand die Polizei direkt dem Oberbürgermeister. Im Keller des Rathauses an der Wilhelmstraße gab es fünf Haftzellen und die Wohnung des Beamten, der für die Häftlinge zuständig war. Im Sommer 1933 richtete der Oberbürgermeister die Ortswache der SA im Dienstraum der Polizei im Rathaus (Raum 2) ein.
Da die Haftzellen der Polizei nicht mehr ausreichten, stellte im April 1942 das Amtsgericht auf Anweisung des Oberlandesgerichtes Hamm zusätzlich seine Haftzellen für die Deportation der jüdischen Bevölkerung auch aus der Umgebung Lüdenscheids zur Verfügung.
Im Jahr 1931 taten in Lüdenscheid 31 Polizisten Dienst. Ab 1933 kamen viele Hilfspolizisten hinzu. Nach Kriegsende 1945 waren hier 81 Polizisten eingestellt, von denen sich 56 in Gefangenschaft der Siegermächte befanden (s. o. S. 51). Die internationale Forschung geht davon aus, dass die Hälfte der 6 Mio. jüdischen Opfer in Vernichtungslagern von der SS ermordet wurde, ein Viertel von „normalen“ Polizisten, die dafür zu Polizeibataillonen zusammengezogen worden waren (dazu zählten auch die 56 Lüdenscheider Polizisten), und ein Viertel von anderen deutschen und ausländischen Uniformierten.
Am Beispiel der Polizisten wird deutlich, wie schwer die Grenze zwischen Opfern und Tätern zu ziehen ist, denn viele starben bei den Einsätzen oder nahmen sich aus Verzweiflung das Leben – auch in den hiesigen Polizeihaftzellen (z. B. Karl G.).
Die Haftbücher der Polizei aus der NS-Zeit sind nicht mehr zu finden. Die Verwaltungsberichte der Stadt enthalten jedoch folgende Angaben:
| Jahr                 | 1932 | 1933 | 1934 | 1935 | 1936 | 1937 | 1938 | 1939 | 1940 |
| -------------------- | ---- | ---- | ---- | ---- | ---- | ---- | ---- | ---- | ---- |
| Inhaftierungen       | 108  | 299  | 146  | 272  | 285  | 348  | 430  | 251  | 216  |
| Gefangenentransporte | ---  | ---  | ---  | ---  | ---  | 345  | 195  | 97   | 74   |

In der NS-Zeit waren hier zunächst zusätzlich zu den Kriminellen zahlreiche Kommunisten, Sozialdemokraten und Gewerkschafter inhaftiert. Mehr als 50 von ihnen wurden von der SA, den Hilfspolizisten und den Polizisten gefangen genommen, die seit 1933 meistens zusammenarbeiteten. Bereits am 24. April 1933 bestimmte die SA das Geschehen: „Dr. Schulte zur Oven wurde von Angehörigen der S.A. und der Partei in seiner Wohnung abgeholt, durch die Stadt geführt und schließlich bei der Polizeiverwaltung abgeliefert.“ (StA Lüd B-00-1)
Im Verwaltungsbericht 1941–1948 steht, dass 356 Lüdenscheider „als politisch, rassisch oder religiös Verfolgte anerkannt“ sind. Viele von ihnen waren mehrfach in den Polizeizellen inhaftiert. Kommunisten, Verstorbene, Fremdarbeiter und andere Opfer, die keine Anträge stellten oder stellen konnten, fehlen. Die anonymen Zahlen zeigen, dass – wenn man die Zahl von durchschnittlich 100 Kriminellen pro Jahr in Lüdenscheid abzieht – jährlich 50 bis 300 als politisch, rassisch und religiös Verfolgte in den Zellen oder in Ersatzzellen (Amtsgericht u. a.) gefangengesetzt wurden. Das ergibt für 1933–1945 mehr als 1000 inhaftierte Lüdenscheider Verfolgte. Etwa 50 (Juden, Kommunisten u. a.) wurden von hier aus in den Tod geschickt. Zu den Inhaftierten der Polizeizellen zählt auch der spätere Oberbürgermeister und Ehrenbürger Erwin Welke.
Seit der Einführung der „Schutzhaft“ waren der kritische Bürger und der Ausgegrenzte zum willkürlichen Opfer des Staates geworden. Wie schlecht manche Häftlinge in Lüdenscheid behandelt wurden, berichtete am 27. Januar 2007 in der Gast- und Begegnungsstätte „Der Kleine Prinz“ Richard Oettinghaus: „Ich wohnte damals in der Luisenstraße. Wir Kinder spielten gerne rings um das Rathaus. Einmal fuhr ein Lkw vor und stellte sich vor das Rathaus. Ein Häftling wurde herausgebracht, von vier Uniformierten an den Armen und Beinen gepackt und wie ein Sack auf den Lkw geworfen.“
In der Stadt gingen die Polizisten mit den jüdischen Lüdenscheidern anständig um, sahen aber zur Seite, wenn die Gestapo in Zusammenarbeit mit der SA Juden das Leben erschwerte. Jüdische Zeitzeugen berichten, dass nach der Pogromnacht die jüdischen Männer in die Polizeihaftzellen eingewiesen und dann mit Lastwagen nach Dortmund gebracht wurden. Von dort kamen sie in das Konzentrationslager Sachsenhausen. Eine der ehemaligen Zwangsarbeiterinnen aus Taganrog, die 1993 Lüdenscheid besuchten, erzählte, dass sie in eine Polizeizelle eingeschlossen wurde.
Die uniformierten Kräfte, besonders die Polizei, wurden von den Nationalsozialisten zur Durchsetzung der unmenschlichen Diktatur eingesetzt und missbraucht. Die damaligen Polizeihaftzellen im Keller des heutigen Alten Rathauses sind der zentrale und authentische Ort des nationalsozialistischen Terrors in Lüdenscheid.

## Entstehung
Den ersten Anstoß für eine Mahn- und Gedenkstätte gab die Friedensgruppe Lüdenscheid, die sich neben ihrem friedenspolitischen Engagement auch um die Aufarbeitung der örtlichen Geschichte im Nationalsozialismus bemüht. Erstmals forderte man in einem Flugblatt anlässlich des Jahrestages der Reichspogromnacht 2005 öffentlich die Einrichtung einer Mahn- und Gedenkstätte in den Arrestzellen des Alten Rathauses.
Am 27. Januar 2007 wurde die Idee eines Fördervereins zur Realisierung der Ge-Denk-Zellen erstmals öffentlich präsentiert. Der Vorschlag wurde kontrovers diskutiert. Nach etwa drei Jahren Forschungs- und Überzeugungsarbeit, gründeten 20 Unterstützer der Initiative am 24. März 2010 den „Verein Ge-Denk-Zellen Altes Rathaus Lüdenscheid e. V.“ Die folgenden zwei Jahre waren weiterhin geprägt von kontroversen Auseinandersetzungen und Diskussionen. Am 23. Mai 2011 fand die Einrichtung der Ge-Denk-Zellen eine Mehrheit im Rat der Stadt Lüdenscheid. Nun begannen seitens des Vereins das Werben um Spender und die inhaltliche Umsetzung der Ausstellung.
Am 23. November 2012 wurden die Ge-Denk-Zellen Altes Rathaus im Rahmen eines Festaktes im Kulturhaus Lüdenscheid eröffnet.

## Mahn- und Gedenkstätte
Heute belegt die Mahn- und Gedenkstätte den Vorraum sowie zwei der damaligen Arrestzellen mit einer Ausstellung. In der ersten Zelle werden die jüdischen Opfer des Nationalsozialismus thematisiert. In der zweiten Zelle finden die Opfer verschiedener Gruppen, die Widerstand gegen das Regime leisteten, ihre Würdigung: Sozialdemokraten, Kommunisten, Bibelforscher, aber auch einfach Bürger, die nicht wegschauen wollten. Im Vorraum geht es vornehmlich um die Strukturen, die dem „Erfolg“ des Regimes zu Grunde lagen. Außerdem ist die Einrichtung mit mehreren Multimediaportalen und Tonstationen ausgestattet.
Träger ist der „Verein Ge-Denk-Zellen Altes Rathaus Lüdenscheid e. V.“ der (Stand März 2016) 61 Mitglieder hat. Inzwischen wurde dem Verein die Nutzung einer dritten Zelle zugesagt. Über die thematische Gestaltung wird derzeit noch diskutiert. Die Umsetzung ist für das Frühjahr 2017 geplant. Gerade die Möglichkeit von Gruppenführungen wurde seit Bestehen von verschiedenen Lüdenscheider Schulen aber auch ausländischen Besuchern aus den Partnerstädten genutzt. Insbesondere die Zusammenarbeit mit den Schulen wird von Beginn an vorangebracht und stets weiterentwickelt.